# Chrysomela ceresti
Espèce
Chrysomela ceresti est une espèce fossile de coléoptères du genre Chrysomela, de la famille des Chrysomelidae.

## Classification
L'espèce Chrysomela ceresti a été décrite en 1937 par le paléontologue français Nicolas Théobald (1903-1981),. 

### Fossile
Cet holotype F73 ainsi que les échantillons spécimens F68, 104, 105,103, 76,108, de l'ère Cénozoïque, et de l'époque Oligocène (33,9 à 23,03 Ma.) font partie de la collection Fliche, enseignant la botanique à l'École nationale des eaux et forêts de Nancy et viennent du gisement éocène de Céreste, dans les Alpes-de-Haute-Provence, dans la réserve naturelle géologique du Luberon, gérée par le parc naturel régional du Luberon. Les échantillons se trouvent dans les calcaires en plaquettes "supérieurs" du bassin d'Apt-Forcalquier.

### Étymologie
L'épithète spécifique ceresti signifie en latin « de Céreste », rappelant le lieu de découverte du fossile.

## Description

### Caractères
La diagnose de Nicolas Théobald en 1937, : 

« Cet insecte a un corps ovale de coloration brune. Tête manque ; thorax montrant les insertions des pattes ; abdomen avec cinq segments abdominaux diminuant de longueur vers l'arrière. Élytres fortement bombés ; bord antérieur légèrement convexe, épaules arrondies, bord marginal à peine courbé jusqu'au tiers postérieur, à partir duquel il s'arrondit rapidement vers l'extrémité ; surface ornée de neuf lignes ponctuées et d'une striole scutellaire, ponctuations devenant indistinctes vers le sommet. ».

### Dimensions
La longueur de l'élytre est de 2,9 mm et la longueur de l'abdomen de 2 mm.

### Affinités
« D'autres échantillons de la même collection et de même origine appartiennent à cette espèce (F104, 105, 103 + 76, 108). F104 montre la face ventrale de l'Insecte et un élytre ; tête fortement engagée dans le corselet ; bords latéraux du corselet convexes, son bord postérieur légèrement sinueux. F103 + 76 et 108 ont des élytres de taille supérieure qui peuvent atteindre 3,5 mm ; épipleure portant une frange de cils.
Parmi les nombreuses espèces de Chrysomela il n'est pas possible de déterminer la forme actuelle la plus voisine. ».

## Biologie
« Les Chrysomèles sont des insectes phytophages vivant sur les feuilles des arbrisseaux et des herbes. Genre cosmopolite. ».

## Galerie
- Chrysomela ceresti 1937 Nicolas Théobald pl. XXVIII p. 394 holotype F73 coll. Fliche École des E. et F. Nancy Insectes du Stampien de Céreste (Basses-Alpes).

- Quelques espèces vivantes du genre Chrysomela.
- Chrysomela confluens.
- Chrysomela interrupta.
- Chrysomela lapponica.
- Chrysomela populi ou Chrysomèle du peuplier.
- Chrysomela scripta.
- Chrysomela tremulae.
- Chrysomela vigintipunctata.

### Publication originale
- [1937] Nicolas Théobald, « Les insectes fossiles des terrains oligocènes de France 473 p., 17 fig., 7 cartes,13 tables, 29 planches hors texte », Bulletin Mensuel de la Société des Sciences de Nancy et Mémoires de la Société des sciences de Nancy, Imprimerie G. Thomas,‎ 1937, p. 1-473 (ISSN 1155-1119 et 2263-6439, OCLC 786027547). .